# جامع جولي
جامع جولي ويعرف بجامع الشيخ محمد جولي، وهو من مساجد أربيل التراثية القديمة، التي تقع في شمال العراق، ولقد أسسهُ وبناهُ (محمد بن مصطفى بن الحاج عمر الأربيلي) في عام 1301هـ/1883م، ويلقب الشيخ محمد الأربيلي (جول شيخي) بالتركية أو (شيخ جولي) باللغة الكردية، ومعناهما شيخ البرية، لأن الأرض التي بني عليها زاويته كانت خالية غير مأهولة، ويقع الجامع في محلة تعجيل ويتميز بمساحته الواسعة حيث تبلغ مساحته 2000م2، وبني من الطابوق والطين وشهد الجامع ترميمات عديدة في عقد الثمانينيات من القرن العشرين، حيث بلطت أرضيته بالمرمر والكاشي كما غلفت جدرانه بحجر الحلان ويحتوي المسجد على قبة كبيرة تتوسط ستة قباب صغيرة وفيهِ تسعة غرف مخصصة للمتولي والإمام والخطيب، وفيهِ مكتبتان تعود احدها للإمام والأخرى قديمة قدم المسجد وفيها مخطوطات قديمة وكتب خاصة بالشيخ جولي باني المسجد، كما كان يحتوي المبنى على بئر قديم ثم اندثر وبني مكانه قاعة لاقامة المناسبات الدينية ومجالس العزاء، وفيهِ ساحة تحتوي على شجرة زيتون قديمة يقال إن الشيخ جولي زرعها بيده.
ومن الأئمة الذين تعاقبوا على منصب الإمامة والخطابة فيه:
- العلامة الملا محمد أمين.
- الملا عبد الله بن محمد أمين.
- الملا يونس بن إسماعيل.
- الحاج إلياس أفندي بن إسماعيل.
- الملا ياسين بن الحاج مصطفى.
- الملا طه بن الملا يونس.
- جمال بن الملا طه.

وتقام في الجامع حالياً الصلوات الخمس وصلاة الجمعة.